# Observatório Griffith
Observatório Griffith, em 2011.
O Observatório Griffith está situado em Los Angeles, Estados Unidos. Está localizado no Parque Griffith e é uma atração tur de espaço. O observatório têm o total de 12.200 metros quadrados, território esse que foi doado pelo coronel Griffith em 16 de dezembro de 1896.
Griffith em seu testamento deixou dinheiro para a construção de um salão de exposições e ainda um planetário sobre esse terreno que ele doou. Depois disso foi iniciado um projeto para a construção do observatório em 20 de junho de 1933, usando a elaboração do arquiteto John Austin, baseado em esforços preliminares de Russell W. Porter. O observatório foi aberto ao público em 14 de maio de 1935. Em seus primeiros dias de operação, o observatório recebeu cerca de 13.000 turistas. Nos seus primeiros dias, Dinsmore Alter foi o diretor do observatório. Atualmente, o doutor Ed. Krupp é o diretor do observatório. O observatório inclui em suas exposições uma vista do telescópio Zeiss.